# Cims borrascosos
|  | Per a altres significats, vegeu «Cims borrascosos (desambiguació)». |

Cims borrascosos (en anglès Wuthering Heights) és una novel·la escrita per Emily Brontë, publicada per la primera vegada l'any 1847, un any abans de la mort de l'autora. Brontë el va editar amb el pseudònim d'Ellis Bell (les inicials del qual coincideixen amb les seves). Lockwood és el narrador de l'apassionada història de Catherine i Heathcliff.
En el seu temps va ser molt criticada per la seva estructura innovadora de diversos narradors, però actualment és considerada un clàssic de la literatura anglesa. Generalment, s'ha dit que la millor obra de les germanes Brontë era Jane Eyre, però algunes crítiques més recents diuen que Cims borrascosos és millor quant a originalitat.
S'ha adaptat al cinema en diverses ocasions (el 1939, el 1954, el 1970 i el 1992), a la televisió, i també al teatre. El compositor Carlisle Floyd va compondre una òpera basada en aquesta novel·la, amb el mateix títol, Wuthering Heights, estrenada el 1958.

## Resum del llibre
Lockwood lloga una bonica casa i un parc anomenat Thrushcross Grange a Yorkshire, i aprèn sobre el passat de dues famílies locals per la minyona Ellen Dean.
Cap al 1760, un cavaller anomenat Earnshaw porta a casa des de Liverpool un nen que sembla un nen del carrer anomenat Heathcliff. Els membres de la família, especialment Hindley, són hostils a aquest estranger. Heathcliff i Catherine, la filla d’Earnshaw, esdevenen amics íntims. Després de la mort d’Earnshaw, Hindley rebaixa Heathcliff a la posició de servent, però Heathcliff i Catherine mantenen la seva proximitat.
Catherine passa cinc setmanes a la casa dels Linton, anomenada Grange, i torna comportant-se com una dama jove. Catherine es promet amb Edgar Linton, però les coses es compliquen amb el retorn de Heathcliff. Heathcliff pren el control de Wuthering Heights pagant els deutes de joc d’Hindley i fa malbé el matrimoni de Catherine i Edgar. Catherine emmalalteix després d’una trobada apassionada amb Heathcliff, dona a llum una nena i mor. Heathcliff es queda obsessionat amb Catherine fins i tot després de la seva mort.
Heathcliff també pren el control del fill d’Hindley i es casa amb la germana d’Edgar, Isabella, amb la intenció de venjar-se. Isabella, maltractada per Heathcliff, fuig i dona a llum un fill a prop de Londres. Hindley mor poc després.
La filla de Catherine i Edgar, Cathy, és obligada a casar-se amb el fill de Heathcliff. Després de la mort d’Edgar, Cathy és retinguda a Wuthering Heights. Heathcliff es torna boig obsessionat pel fantasma de Catherine i finalment mor. Amb la mort de Heathcliff, Cathy i Hareton comencen una vida feliç junts a Wuthering Heights, i la novel·la acaba.

## Traduccions al català
- Brontë, Emily. Cims borrascosos. Traducció: Montserrat de Gispert Brossa.  Edicions Proa, 19-01-2022 (A tot vent). ISBN 978-84-7588-921-4.[3]
- Brontë, Emily. Cims borrascosos. Traducció: Ferran Ràfols i Gesa.  Viena edicions, novembre del 2022 (Club Victòria, 9). ISBN 978-84-18908-86-6.[3]